# Joan Cornellà
Joan Cornellà, född 11 januari 1981, är en spansk (katalansk) serietecknare och illustratör. Hans verk kännetecknas av surrealistisk, svart humor. Cornellàs serier förekommer även i animerad form.